# Сто дней без детей
Сто дней без детей (кит. упр. 百日无孩, пиньинь bǎi rì wú hái) — кампания массовых принудительных абортов в уездах Шэньсянь и Гуаньсянь в провинции Шаньдун, Китай. Кампания началась 1 мая 1991 года и закончилась 10 августа 1991 года. Она проводилась с целью сокращения роста местного населения в рамках национальной политики «Одна семья — один ребёнок». Инициаторами кампании стали секретарь местного партийного комитета Цэн Чжаоци (曾昭起) и Бай Чжиган (白志刚).
В ходе кампании местным чиновникам было предложено делать принудительные аборты всем беременным женщинам в этих районах, независимо от сроков беременности или от того, является ли нерожденный ребёнок первым ребёнком в семье. Эта политика привела к массовой панике и резкому сокращению местного населения в 1991 году.